# Kalkmeststof
Kalkmeststof, ook wel kalksteen, is een kunstmest.

## Werking
Hoe de werking van het kalkmeststof is, hangt af van een aantal factoren.
Om planten, bomen, gazons en weilanden optimaal te kunnen laten groeien, hebben ze bemesting nodig. De bemesting wordt vaak toegediend als organische, of anorganische bemesting. Ook wel dierlijke mest of kunstmest.
- Fijnheid van de meststof: hoe fijner, hoe hoger de werkingssnelheid.
- Vochtgehalte: hoe droger, hoe hoger de werkingssnelheid.
- Magnesiumgehalte: hoe meer magnesium, hoe lager de werkingssnelheid.

Kalksteen (CaCO3) wordt onder andere gebruikt voor bemesting van grond:
- Het zorgt voor de binding van de bodemzuren.
- Voor planten helpt het bij de opbouw van het eiwit en de vorming van de celwand.
- Het losmaken van de voedingsstoffen uit de grond en de humus.
- Biedt hulp bij de stikstofbinding door bacteriën.
- Verhoogt de algemene biologische activiteit.
- Geeft een structuurverbetering aan kleigronden.

## Zuurgraad
Planten, bomen en gazons kunnen vaak nog zo veel mest krijgen, als de pH-graad niet goed is, dan is de toestand van de bodem niet optimaal. De pH in de grond verandert voortdurend. Oorzaken van verzuring zijn:
- Uitspoeling.
- Gewasopname van basische stoffen.
- Omzetting van ammonium in nitraat, waarbij H+-ionen vrijkomen (nitrificatie).
- Vorming van zuren uit plantenresten (humuszuren).
- Kunstmeststoffen als zwavelzure ammoniak en kalkammonsalpeter.
- Gebruik van drijfmest.

Om de zuurgraad van de bodem weer op orde te krijgen, is het noodzaak kalkmeststof te gebruiken. Kalkmeststof is in de meeste gevallen een samenstelling van calcium- en magnesiumcarbonaat, dit is ook een vorm van kunstmest, dus anorganische meststof. De calcium- en magnesiumverbindingen zijn niet de stoffen die met de zure deeltjes in de bodem binden. De stoffen die dat wel doen zijn oxide (O2−), carbonaat (CO32−) en Silicaat (SiO32−). Deze stoffen binden met de zure stof (H+). Doordat de stoffen met de zure deeltjes binden, zal de pH van de bodem toenemen, doordat het aantal H+-ionen afneemt door te binden met de oxide-, carbonaat- of silicaat-ionen. De meeste zure deeltjes zijn voor planten schadelijk, nu ze al zijn opgenomen, kan de plant ze niet meer opnemen en zal de plant dus geen giftige zure deeltjes binnenkrijgen. In een bodem met een hogere pH groeien de meeste planten beter. Al zijn er natuurlijk uitzonderingen. De meeste planten in onze siertuin vragen een zwak zure tot neutrale grond (pH 6,5-7). Uitzondering zijn de zuurminnende planten, zoals de rododendron en azalea, die een zuurdere grond vragen (pH 4,5-6), en de kalkminnende planten, zoals lavendel, die een pH hoger dan 7 vragen.

## Opbouw eiwit en verstevigen celwand
Kalk is voor planten ook onmisbaar voor het verstevigen van de celwand. Zonder een stevige celwand kan een plant niet omhoog groeien, maar breekt hij. Ook is kalk nodig bij het aanmaken van wortels. Ook zorgt calcium ervoor dat een plant kalium kan opnemen. Dit kalium komt binnen door het houtvatensysteem. Een plant heeft namelijk twee systemen om voedingstoffen op te nemen: het houtvatensysteem en het zeefvatensysteem. Calcium kan alleen worden opgenomen via het houtvatensysteem.

## Losmaken voedingsstoffen en humus in de grond
Kalk zorgt voor het luchtiger maken van de bodem. Kalk knipt als het ware de verschillende stukjes aarde van elkaar, waardoor de bodem een betere structuur krijgt. Door deze betere structuur in de bodem wordt de bodem luchtiger, dat betekent meer zuurstof in de bodem. Zuurstof in een bodem is belangrijk voor een goede plantengroei. Doordat de bodem luchtiger is kunnen planten beter wortelen. Tevens zal er door de betere structuur meer regenwater worden opgenomen door de bodem.
Kalk deelt bodemstukjes in meerdere stukken, dat doet het ook met humus. Humus zijn dode plantenresten. Dit zijn over het algemeen vrij grote stukken. Doordat het kalk deze stukken deelt, zitten er minder grote stukken in de bodem. Tevens zorgt de deling ervoor dat een plant de voedingstoffen die nog in humus zitten, beter op kan nemen. Het oppervlak van de deeltjes humus vermeerdert zich namelijk; daardoor zijn er voor de plant meerde kanten waaruit de plant voedingstoffen uit de humus kan halen. In de humus zitten nog voedingstoffen die de dode planten hadden opgeslagen voordat ze af zijn gestorven. Deze voedingstoffen kan een levende plant vervolgens opnemen.

## Stikstofbindingen door bacteriën
Stikstof wordt in de bodem omgezet met behulp van een bacteriën, zogenaamde rhizobium meliloti-bacteriën. Deze bacteriën werken het best een niet te zure bodem. Meestal werken ze het best in een bodem met een pH van boven de 6,0. Als er geen kalk in de bodem wordt aangebracht, wordt de bodem zuurder, doordat de bodem nog te veel H+-ionen bevat. Het is dus van belang dat er voldoende kalk in de bodem aanwezig blijft, zodat de pH niet te veel daalt en de stikstofbacteriën hun werk kunnen doen.
Als er in de bodem voldoende stikstof zit en er voldoende stikstof bacteriën zijn, kan er in de bodem beter ammonificatie plaatsvinden. Dit proces zorgt ervoor dat er in een bodem ammoniak beschikbaar komt. Deze stof is voor planten belangrijk voor de groei.

## Verhoging biologische activiteit
Door toevoegen van kalkmeststof aan de bodem verhoogt de biologische activiteit in de bodem. Zoals gezegd breekt kalk de bodemdeeltjes in stukjes. Doordat er nu meer zuurstof en water in de bodem kan komen, nemen biologische activiteiten in de bodem toe. Een betere biologische activiteit in de bodem zorgt voor een betere plantengroei, omdat er meer voedingsstoffen beschikbaar komen.

## Verbeteren structuur kleigronden
Door het toepassen van kalkmeststof op kleigronden wordt de structuur van de grond verbeterd. Kleigrond houdt van nature veel water vast. Als er kalkmeststof in de grond komt, wordt de aarde in kleinere deeltjes gemaakt. Dat zorgt ervoor dat water makkelijker weg kan uit de bodem. Als er meer water uit de bodem weg kan, kunnen planten die niet van natte voeten houden, beter groeien. Aan de andere kant zorgt het doorlaten van water in de bodem er ook voor dat voedingstoffen voor de planten verdwijnen.